# علم الخلاص الأوغسطيني

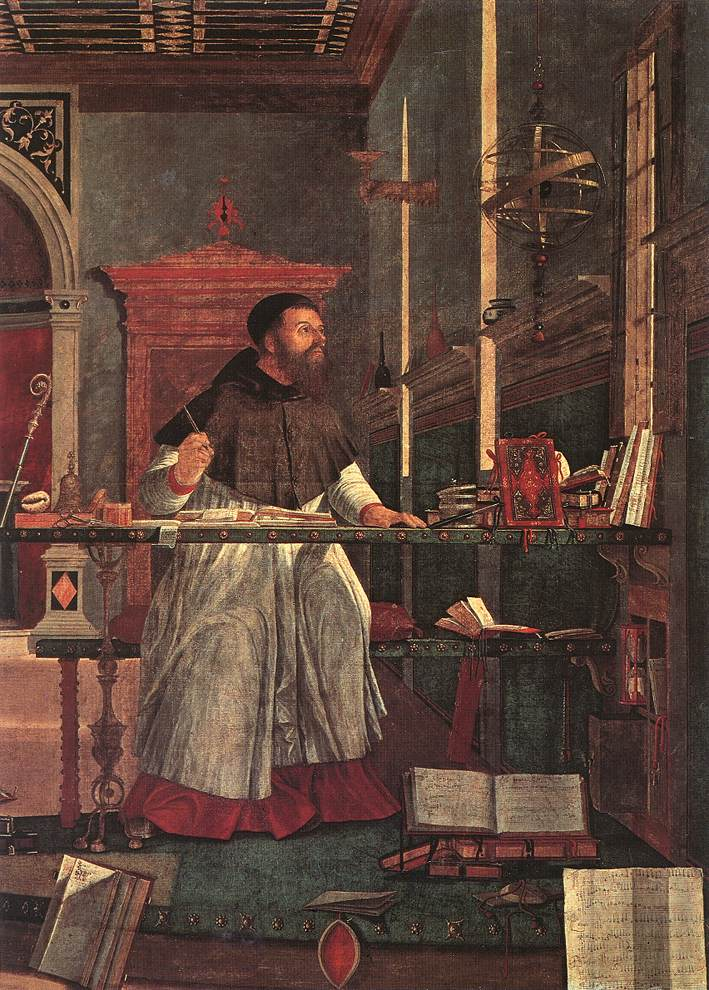
القديس أوغسطين في دراسته، لوحة فيتوري كارباتشيو (1502).

يشير علم الخلاص الأوغسطيني إلى وجهة نظر أوغسطين من هيبو (354-430) بشأن الخلاص البشري وعناية الله. وقد تشكل تفكيره من خلال لقاءاته المبكرة مع الرواقية والأفلاطونية المحدثة والمانوية. وعلى الرغم من معارضته في البداية للأفكار الحتمية، لكن أوغسطين أدرج لاحقًا عناصر من هذه الفلسفات، وخاصة في مناظراته مع البلاجيين. أصبحت عقائده، مثل الاختيار بناء على الحتمية الإلهية، أساسية للتطورات اللاهوتية اللاحقة وكان لها تأثير دائم على الفكر المسيحي حتى الإصلاح. كان تأثير أوغسطين على جون كالفن (1509-1564) مهمًا بشكل خاص في تشكيل علم الخلاص الكالفيني وفهمه للعناية الإلهية.

## تطورات علم الخلاص الأوغسطيني

### التأثيرات اللاهوتية في الكنيسة المبكرة
كانت المانوية طائفة غنوصية تأسست في القرن الثالث. لقد أثرت تأثيرًا كبيرًا على الكنائس المسيحية المبكرة، حيث قدمت ممارسات روحية مثل الزهد والكهنوت. تبنت المانوية نظرة عالمية ثنائية، حيث تباينت بين عالم روحي من الخير وعالم مادي من الشر، متوقعة استعادة النور تدريجيًا من العالم المادي إلى الروحي. من حيث علم الخلاص، فقد أكدت أن الله اختار من جانب واحد المختارين للخلاص وغير المختارين للدينونة وفقًا لإرادته. على سبيل المثال، في عام 392، قال أحد القساوسة المانويين أن الله ... اختار النفوس الجديرة به وفقًا لإرادته المقدسة. تحت قيادته ستعود هذه النفوس مرة أخرى إلى ملكوت الله وفقًا للوعد المقدس لمن قال: أنا الطريق والحق والباب؛ ولا أحد يستطيع أن يأتي إلى الآب إلا من خلالي.
دحض آباء الكنيسة الأوائل قبل أوغسطين من هيبو (354-430) التحديد المسبق غير الاختياري باعتباره وثنيًا. من بين خمسين مؤلفًا مسيحيًا مبكرًا كتبوا عن المناقشة بين الإرادة الحرة والحتمية، أيد جميعهم الإرادة الحرة المسيحية ضد الحتمية الرواقية والغنوصية والمانوية.

### التأثيرات اللاهوتية على أوغسطين
قبل اعتناقه المسيحية في عام 387، كان أوغسطين ملتزمًا بثلاث فلسفات حتمية: الرواقية والأفلاطونية المحدثة والمانوية. وقد تأثر بها بشكل كبير، وخاصة خلال ارتباطه الذي دام عقدًا من الزمان بالمانويين. بدا وكأنه يتبنى وجهات نظر مانيخية حول جوانب لاهوتية مختلفة، ولا سيما حول طبيعة الخير والشر، وفصل المجموعات إلى مختارين، وسامعين، وخاطئين، والعداء للجسد والنشاط الجنسي، ولاهوته الثنائي.
بعد تحوله، قام بتدريس اللاهوت المسيحي التقليدي ضد أشكال الحتمية اللاهوتية حتى عام 412. ومع ذلك، أثناء صراعه مع البلاجيين، بدا وكأنه أعاد تقديم بعض المبادئ المانوية إلى فكره، واتهمه خصومه بالقيام بذلك. لبقية حياته، قام بتدريس علم الخلاص حيث يعتمد القدر على الحتمية. يمكن التعبير عن هذا الخلاص في النقاط التالية: الفساد البشري، والقضاء والقدر غير المشروط، والدعوة الفعالة، والنعمة التي لا تقاوم، والمثابرة النهائية.

## صياغة الخلاص الأوغسطيني

### الفساد الكامل والانتخاب غير المشروط في معمودية الأطفال
ساهم الجدل حول معمودية الأطفال مع البلاجيين في تغيير أوغسطين. كان ترتليان (حوالي العام 155 - 220) أول مسيحي يذكر معمودية الأطفال. دحضها بقوله إنه لا ينبغي تعميد الأطفال حتى يتمكنوا شخصيًا من الإيمان بالمسيح. حتى بحلول عام 400، لم يكن هناك إجماع بشأن سبب تعميد الأطفال. علم البلاجيين أن معمودية الأطفال تسمح للأطفال فقط بدخول ملكوت الله (ينظر إليها على أنها مختلفة عن السماء)، بحيث ما يزال بإمكان الأطفال غير المعمدين أن يكونوا في السماء. ردًا على ذلك، اخترع أوغسطين مفهوم تعميد الأطفال لإزالة ذنب آدم الأصلي (الذنب الذي يؤدي إلى اللعنة الأبدية). كانت الخطيئة الأصلية الموروثة تقتصر في السابق على الموت الجسدي والضعف الأخلاقي والميل إلى الخطيئة.
كان أحد العناصر الرئيسية الأخرى في تعميد الأطفال هو التدريب المبكر لأوغسطين على الرواقية، وهي فلسفة قديمة يحدد فيها إله دقيق مسبقًا كل حدث مفصل في الكون. وشمل ذلك سقوط ورقة من شجرة إلى موقعها الدقيق على الأرض والحركات الدقيقة للعضلات في أعناق الديوك أثناء قتالها، والتي شرحها في أول عمل له، De providentia (عن العناية الإلهية).
علم القديس أوغسطين أن الله قدّر مسبقًا أو حدد الأطفال حديثي الولادة الذين عُمدوا بمساعدة الوالدين بنشاط أو التسبب في وصولهم إلى الأسقف للتعميد أثناء حياة الطفل. من خلال المعمودية، سوف ينقذ هؤلاء الأطفال من اللعنة. استنتج أوغسطين أيضًا أن الله منع بنشاط والدي الأطفال الآخرين من الوصول إلى مياه المعمودية قبل وفاة طفلهم. حكم على هؤلاء الأطفال بالجحيم بسبب عدم تعميدهم (وفقًا لأوغسطين). ما تزال وجهة نظره مثيرة للجدل، حتى أن بعض علماء أوغسطين الكاثوليك الرومان يدحضون هذه الفكرة، ويستشهد العلماء بأصل الرأي على أنه مستمد من أفلاطون والرواقية والمانوية.
ثم وسع أوغسطين هذا المفهوم من الأطفال إلى البالغين. نظرًا لأن الأطفال ليس لديهم إرادة للرغبة في تعميدهم، فقد وسع أوغسطين هذا المفهوم ليشمل جميع البشر. لقد استنتج أوغسطين أن الله لابد وأن يقدر مسبقًا كل البشر قبل أن يتخذوا أي خيار. ورغم أن المسيحيين الأوائل علموا بالخطيئة الأصلية، فإن مفهوم الفساد الكامل (عدم القدرة الكاملة على الإيمان بالمسيح) كان مستعارًا من المانوية الغنوصية. فقد علمت المانوية أن الأجنة والأطفال غير المعمدين محكوم عليهم بالجحيم بسبب جسد مادي. ومثل الغنوصيين، كان على الإله المانويني أن يحيي إرادة الموتى بغرس الإيمان والنعمة. وقد غير أوغسطين سبب الفساد الكامل إلى ذنب آدم، لكنه احتفظ بمفاهيم الرواقيين والمانويين والأفلاطونيين المحدثين للإرادة البشرية الميتة التي تتطلب نعمة الله وإيمانه المغرسين للاستجابة.